# Saint-Sauveur-le-Vicomte
Saint-Sauveur-le-Vicomte é uma comuna francesa na região administrativa da Normandia, no departamento Mancha. Estende-se por uma área de 34,2 km². Em 2010 a comuna tinha 2 139 habitantes (densidade: 62,5 hab./km²).